# Verclause
 Verclause  là một xã thuộc tỉnh Drôme trong vùng Auvergne-Rhône-Alpes đông nam nước Pháp. Xã Verclause nằm ở khu vực có độ cao trung bình 525 mét trên mực nước biển.